# Historische Metrologie
Die Historische Metrologie (von griech.: μέτρον métron „Maß, -messer“) ist eine Historische Hilfswissenschaft, die sich der Geschichte der Maße und Gewichte widmet.
Dabei konzentriert sich die Forschung insbesondere auf diejenigen Maß- und Gewichtssysteme, die vor dem am 1. August 1793 im Zuge der Französischen Revolution eingeführten dezimalen Maßsystem legale Gültigkeit besaßen.
Die Historische Metrologie als Teil des Fächerkanons der Historischen Hilfswissenschaften ist im 19. Jahrhundert entstanden, ihre Ursprünge sind jedoch älter. In der Renaissance trat vor allem Georgius Agricola (1494–1555) mit seiner Schrift „De Mensuris et ponderibus“ von 1533 hervor. In dieser beschreibt er die griechischen Maßsysteme und das römische System. Seit Ende des 19. Jahrhunderts gibt es zahlreiche – teilweise auch pseudo-wissenschaftliche – Veröffentlichungen zu ebendiesem Forschungszweig.
Seit seiner Gründung in den 1970er Jahren befasst sich das Comité International pour la Métrologie Historique (deutsch: „Internationales Komitee für Historische Metrologie“) mit der Organisation und Förderung der Erforschung des Wiegens und des Messens in der Geschichte.
Unter den renommierten Vertretern der historischen Metrologie seit der zweiten Hälfte des 20. Jahrhunderts sind unter anderem Harald Witthöft, Florian Huber, Rolf C. A. Rottländer und Jean-Claude Hocquet zu nennen. Nennenswerte Beiträge leisteten auch Dieter Lelgemann sowie Eberhard Knobloch.